# Augochlora nigrocyanea
Augochlora nigrocyanea är en biart som beskrevs av Cockerell 1897. Augochlora nigrocyanea ingår i släktet Augochlora, och familjen vägbin. Inga underarter finns listade.